# ディーパク・ドブリヤル
ディーパク・ドブリヤル（Deepak Dobriyal、1975年9月1日 - ）は、インドの俳優。代表作には『Omkara』『タヌーはマヌーと結ばれる』『ダバング2』『Tanu Weds Manu: Returns』『プレーム兄貴、王になる』『ヒンディー・ミディアム』がある。

## 生い立ち
ウッタラーカンド州ポウリ出身で、5歳の時に家族と共にデリーに移住する。ベガンプールの公立男子高等学校を卒業している。

## キャリア
1994年に著名な舞台演劇監督アルヴィンド・ガウルの下で俳優としてのキャリアをスタートさせる。6年間アスミタ劇場で活動した後、N・K・シャルマの主宰する劇団グループ「アクト・ワン」に参加する。
2003年に『Maqbool』で映画デビューし、『Omkara』『タヌーはマヌーと結ばれる』での演技を高く評価され知名度を上げた。

## フィルモグラフィ
- Maqbool（2003年）
- Omkara（2006年）
- 1971（2007年）
- Shaurya（2008年）
- Midnight Lost and Found（2008年）
- デリー6（2009年）
- Gulaal（2009年）
- Yavarum Nalam（2009年）
- Daayen Ya Baayen（2010年）
- タヌーはマヌーと結ばれる（英語版）（2011年）
- Teen Thay Bhai（2011年）
- Not a Love Story（2011年）
- ダバング2（英語版）（2012年）
- Delhi Safari（2012年）
- Chal Bhaag（2014年）
- Tanu Weds Manu: Returns（2015年）
- プレーム兄貴、王になる（2015年）
- ヒンディー・ミディアム（2017年）
- Lucknow Central（2017年）
- Kaalakaandi（2018年）
- タイガー・バレット（2018年）
- Kuldip Patwal: I Didn't Do It（2018年）[6]
- Laal Kaptaan（2019年）
- Kaamyaab（2020年）
- イングリッシュ・ミディアム（2020年）[7]